# Essigny-le-Petit
Ne doit pas être confondu avec Essigny-le-Grand.
Essigny-le-Petit est une commune française située dans le département de l'Aisne, en région Hauts-de-France.

## Géographie

### Communes limitrophes
|            | Fontaine-Uterte  |          |
| Remaucourt | Essigny-le-Petit | Fonsomme |
|            | Homblières       |          |

Située dans la vallée de la Somme, Essigny-le-Petit est le premier village traversé par ce fleuve côtier qui prend sa source à Fonsomme.La commune est également traversée par la rigole du Noirieux, qui alimente en eau le canal de Saint-Quentin.

Le village s'étire entre la Rigole du Noirieux au nord et la ligne de Chemin de fer de Creil à Jeumont au sud.

La commune d'Essigny-le-Petit possède "une grande sœur", Essigny-le-Grand, 1056 habitants située au sud de Saint-Quentin à une vingtaine de kilomètres.

### Hydrographie

#### Réseau hydrographique
La commune est située dans le bassin Artois-Picardie. Elle est drainée par la rigole du Noirieux et la Somme la rivière.

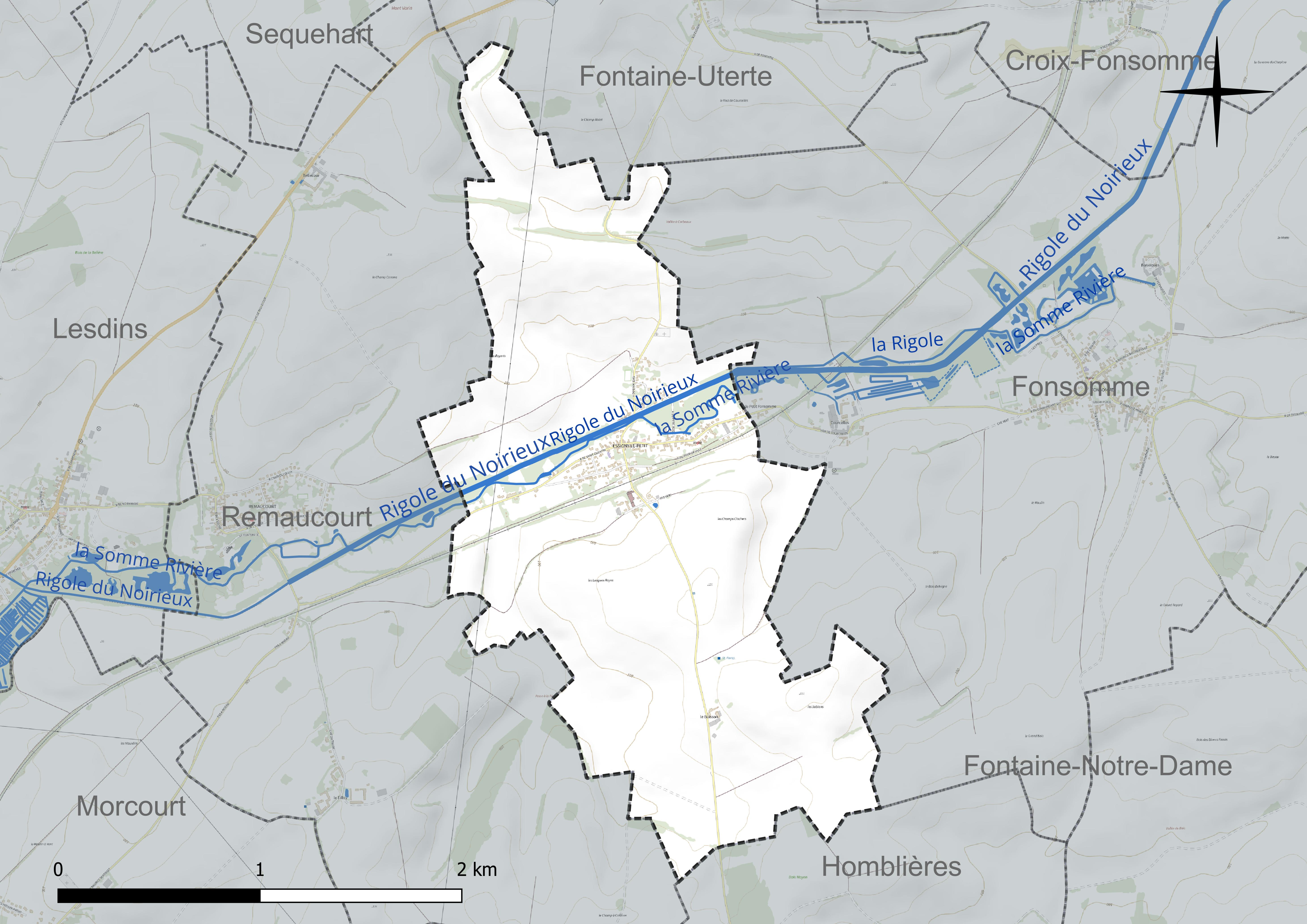
Réseau hydrographique d'Essigny-le-Petit.

#### Gestion et qualité des eaux
Le territoire communal est couvert par le schéma d'aménagement et de gestion des eaux (SAGE) « Haute Somme ». Ce document de planification concerne un territoire de 1 798 km2 de superficie, délimité par le bassin versant de la Haute Somme est constitué d'un réseau hydrographique complexe de cours d'eau, de marais, d'étangs et de canaux. Le périmètre a été arrêté le 21 avril 2006 et le SAGE proprement dit a été approuvé le 15 juin 2017. La structure porteuse de l'élaboration et de la mise en œuvre est le syndicat mixte d'aménagement hydraulique du bassin versant de la Somme (AMEVA).
La qualité des cours d'eau peut être consultée sur un site dédié géré par les agences de l'eau et l'Agence française pour la biodiversité.

### Climat
Pour des articles plus généraux, voir Climat des Hauts-de-France et Climat de l'Aisne.
En 2010, le climat de la commune est de type climat océanique dégradé des plaines du Centre et du Nord, selon une étude du CNRS s'appuyant sur une série de données couvrant la période 1971-2000. En 2020, Météo-France publie une typologie des climats de la France métropolitaine dans laquelle la commune est dans une zone de transition entre le climat océanique et le climat océanique altéré et est dans la région climatique Nord-est du bassin Parisien, caractérisée par un ensoleillement médiocre, une pluviométrie moyenne régulièrement répartie au cours de l'année et un hiver froid (3 °C).
Pour la période 1971-2000, la température annuelle moyenne est de 10,2 °C, avec une amplitude thermique annuelle de 15,1 °C. Le cumul annuel moyen de précipitations est de 735 mm, avec 12,5 jours de précipitations en janvier et 9,1 jours en juillet. Pour la période 1991-2020, la température moyenne annuelle observée sur la station météorologique la plus proche, située sur la commune de Fontaine-lès-Clercs à 15 km à vol d'oiseau, est de 10,8 °C et le cumul annuel moyen de précipitations est de 683,4 mm,. Pour l'avenir, les paramètres climatiques de la commune estimés pour 2050 selon différents scénarios d'émission de gaz à effet de serre sont consultables sur un site dédié publié par Météo-France en novembre 2022.

## Urbanisme

### Typologie
Au 1er janvier 2024, Essigny-le-Petit est catégorisée commune rurale à habitat dispersé, selon la nouvelle grille communale de densité à 7 niveaux définie par l'Insee en 2022.
Elle est située hors unité urbaine. Par ailleurs la commune fait partie de l'aire d'attraction de Saint-Quentin, dont elle est une commune de la couronne,. Cette aire, qui regroupe 120 communes, est catégorisée dans les aires de 50 000 à moins de 200 000 habitants,.

### Occupation des sols
L'occupation des sols de la commune, telle qu'elle ressort de la base de données européenne d'occupation biophysique des sols Corine Land Cover (CLC), est marquée par l'importance des territoires agricoles (93,7 % en 2018), une proportion identique à celle de 1990 (93,7 %). La répartition détaillée en 2018 est la suivante : 
terres arables (89,2 %), zones urbanisées (6,3 %), zones agricoles hétérogènes (4,5 %).
L'évolution de l'occupation des sols de la commune et de ses infrastructures peut être observée sur les différentes représentations cartographiques du territoire : la carte de Cassini (XVIIIe siècle), la carte d'état-major (1820-1866) et les cartes ou photos aériennes de l'IGN pour la période actuelle (1950 à aujourd'hui).

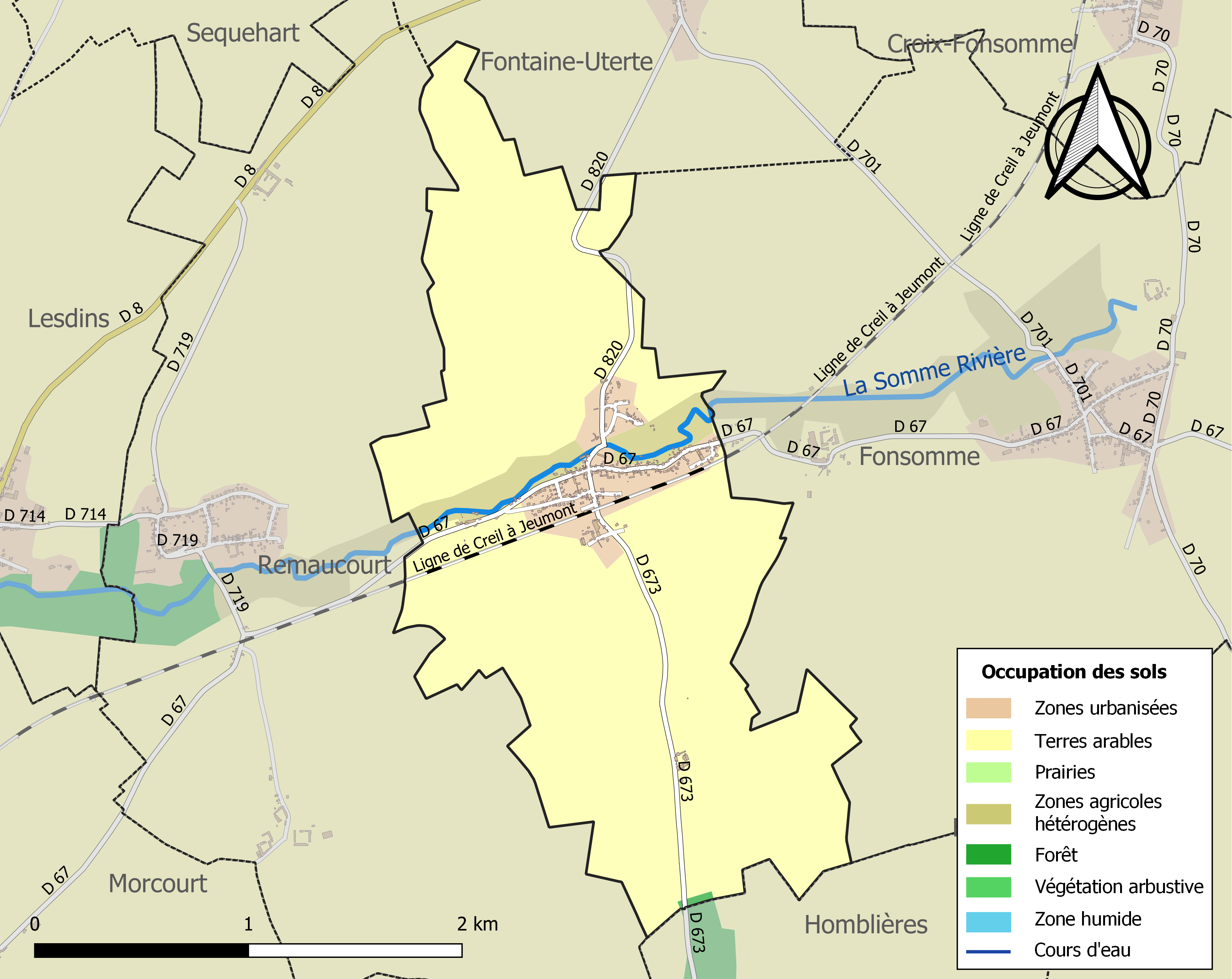
Carte de l'occupation des sols de la commune en 2018 (CLC).

## Toponymie
Le village apparaît pour la première fois en 1155 sous le nom de Essigni dans un cartulaire de l'abbaye d'Homblières. L'orthographe variera encore: Issegni, Yssegny, Yssigny, Aissegny, Essegny, Petit-Essigny sur la carte de Cassini puis l'appellation actuelle au XIXè siècle
.

## Histoire
|  |
|  |
|  |

 Carte de Cassini 
 
La carte de Cassini ci-contre montre qu'au milieu du XVIIIe siècle, Petit-Essigny est une paroisse située sur la rive gauche de la Somme. Un pont, probablement en bois, permet d'accéder à l'autre rive. En amont, le hameau de Courcelles était rattaché à Fonsomme.
L'ancienne gare de chemin de fer sur la Ligne de Creil à Jeumont

En 1855 fut mise en service la portion de Saint-Quentin à Jeumont de la ligne de chemin de fer de Creil à Jeumont. La gare d'Omissy a fonctionné jusque dans les années 1970.
Première guerre mondiale

Après la bataille des frontières du  7 au 24 août 1914, devant les pertes subies, l'état-major français décide de battre en retraite depuis la Belgique. Le 28 août 1914, les Allemands s'emparent du village et poursuivent leur route vers l'ouest. Dès lors commença l'occupation  qui dura jusqu'en octobre 1918. Pendant toute cette période, Essigny-le-Petit restera loin des combats, le front se situant à une quarantaine de kilomètres à l'ouest vers Péronne. Le village servira de base arrière pour l'armée allemande.

En février 1917, le général Hindenburg décida de la création d'une ligne défense à l'arrière du front ; cette ligne Hindenburg de fortifications s'appuie sur le canal de Saint-Quentin. Essigny-le-Petit, située juste à l'arrière de cette ligne, reste donc sous l'occupation allemande. La population est totalement évacuée. 

En septembre 1918, devant l'offensive des Alliés sur le front les Allemands cèdent du terrain peu à peu. Le 30 septembre, les troupes anglo-françaises se heurtent à l'armée allemande. Pendant plusieurs jours, le village sera l'objet de nombreux combats.

Au cours de ces combats, les bombardements ont provoqué de nombreuses destructions.

Après l'Armistice, peu à peu, les habitants évacués sont revenus, mais la population de 391 habitants en 1911 ne sera plus que de 302 en 1921.

Vu les souffrances endurées par la population pendant les quatre années d'occupation et les dégâts aux constructions, la commune s'est vu décerner la Croix de guerre 1914-1918 (France) le 17 octobre 1920.

Sur le monument aux morts sont inscrits les noms des 14 soldats de la commune morts pour la France ainsi que de 4
victimes civiles.

## Politique et administration

La communauté d'agglomération du Saint-Quentinois dans le département de l'Aisne.

### Rattachements administratifs et électoraux
La commune se trouve dans l'arrondissement de Saint-Quentin du département de l'Aisne. Pour l'élection des députés, elle fait partie de la deuxième circonscription de l'Aisne.
Elle faisait partie depuis 1801 du canton de Saint-Quentin. Celui-ci a été scindé par décret du 23 juillet 1973 et la commune rattachée au canton de Saint-Quentin-Nord. Dans le cadre du redécoupage cantonal de 2014 en France, elle est désormais intégrée au canton de Saint-Quentin-2.

### Intercommunalité
La commune faisait partie de la communauté d'agglomération de Saint-Quentin, créée fin 1999 et qui et qui succédait au district de Saint-Quentin, créé le 9 février 1960, rassemblant à l'origine onze communes afin notamment de créer et développer des zones industrielles.
Dans le cadre des dispositions de la loi portant nouvelle organisation territoriale de la République (Loi NOTRe) du 7 août 2015, qui prévoit que les établissements publics de coopération intercommunale (EPCI) à fiscalité propre doivent avoir un minimum de 15 000 habitants (sous réserve de certaines dérogations bénéficiant aux territoires de très faible densité), le préfet de l'Aisne a adopté un nouveau schéma départemental de coopération intercommunale par arrêté du 30 mars 2016 qui prévoit notamment la fusion de la  communauté de communes du canton de Saint-Simon et de la communauté d'agglomération de Saint-Quentin, aboutissant au regroupement de 39 communes comptant 83 287 habitants.
Cette fusion est intervenue le 1er janvier 2017, et la commune est désormais membre de la communauté d'agglomération du Saint-Quentinois.

### Liste des maires
| Période                                  | Période                       | Identité         | Étiquette | Qualité |
| ---------------------------------------- | ----------------------------- | ---------------- | --------- | --- |
| Les données manquantes sont à compléter. |                               |                  |           | |
| 1919                                     | 1920                          | Alfred Roger     |           | |
| 1920                                     | 1922                          | Georges Boboeuf  |           | |
| 1922                                     | 1929                          | Amédée Chevalier |           | |
| 1929                                     | 1944                          | Ernest Gilleron  | SFIO      | Ancien officier aviateur                                                                                             |
| décembre 1944                            | 1945                          | Eugène Boucly    |           | |
| mai 1945                                 | décembre 1945                 | Étienne Tressens |           | Démissionnaire |
| janvier 1946                             | 1947                          | Emile Goguillon  |           | |
| novembre 1947                            | 1962                          | Eugène Denimal   |           | Démissionnaire |
| mars 1962                                | 1971                          | Lucien Verzinet  |           | |
| mars 1971                                | 1977                          | Maurice Tison    |           | |
| mars 1977                                | novembre 1981                 | Marcel Vilcocq   |           | Décédé en fonction                                                                                                   |
| Les données manquantes sont à compléter. |                               |                  |           | |
| décembre 1982                            | avril 2002                    | Michel Bockstal  |           | Décédé en fonction                                                                                                   |
| mai 2002                                 | mai 2020                      | Claude Vasset    | DVG       | Retraité Fonction publique Vice-président de la CA de Saint-Quentin (2014 → 2016) Réélu(e) pour le mandat 2014-2020, |
| mai 2020                                 | En cours (au 12 juillet 2020) | Arnaud Proix     |           | |

## Population et société

### Démographie
L'évolution du nombre d'habitants est connue à travers les recensements de la population effectués dans la commune depuis 1793. Pour les communes de moins de 10 000 habitants, une enquête de recensement portant sur toute la population est réalisée tous les cinq ans, les populations de référence des années intermédiaires étant quant à elles estimées par interpolation ou extrapolation. Pour la commune, le premier recensement exhaustif entrant dans le cadre du nouveau dispositif a été réalisé en 2005.

En 2022, la commune comptait 351 habitants, en évolution de +0,57 % par rapport à 2016 (Aisne : −1,97 %, France hors Mayotte : +2,11 %).
| 1793 | 1800 | 1806 | 1821 | 1831 | 1836 | 1841 | 1846 | 1851 |
| ---- | ---- | ---- | ---- | ---- | ---- | ---- | ---- | ---- |
| 234  | 281  | 282  | 324  | 370  | 354  | 368  | 358  | 353  |

| 1856 | 1861 | 1866 | 1872 | 1876 | 1881 | 1886 | 1891 | 1896 |
| ---- | ---- | ---- | ---- | ---- | ---- | ---- | ---- | ---- |
| 380  | 402  | 420  | 429  | 418  | 429  | 437  | 435  | 394  |

| 1901 | 1906 | 1911 | 1921 | 1926 | 1931 | 1936 | 1946 | 1954 |
| ---- | ---- | ---- | ---- | ---- | ---- | ---- | ---- | ---- |
| 394  | 384  | 391  | 302  | 373  | 370  | 354  | 335  | 363  |

| 1962 | 1968 | 1975 | 1982 | 1990 | 1999 | 2005 | 2006 | 2010 |
| ---- | ---- | ---- | ---- | ---- | ---- | ---- | ---- | ---- |
| 353  | 402  | 421  | 383  | 399  | 377  | 357  | 355  | 377  |

| 2015 | 2020 | 2022 | - | - | - | - | - | - |
| ---- | ---- | ---- | - | - | - | - | - | - |
| 351  | 349  | 351  | - | - | - | - | - | - |

### Enseignement
Les communes d'Essigny-le-Petit, Croix-Fonsomme et Fonsomme constituent un regroupement pédagogique intercommunal (RPI).

## Culture locale et patrimoine

### Lieux et monuments
- L'église Saint-Didier.
- Monument aux morts, et sur la mairie une plaque commémorant les morts de 1914-1918.
- Croix de chemin avec une niche-oratoire dans le piédestal.
- Ancienne gare.

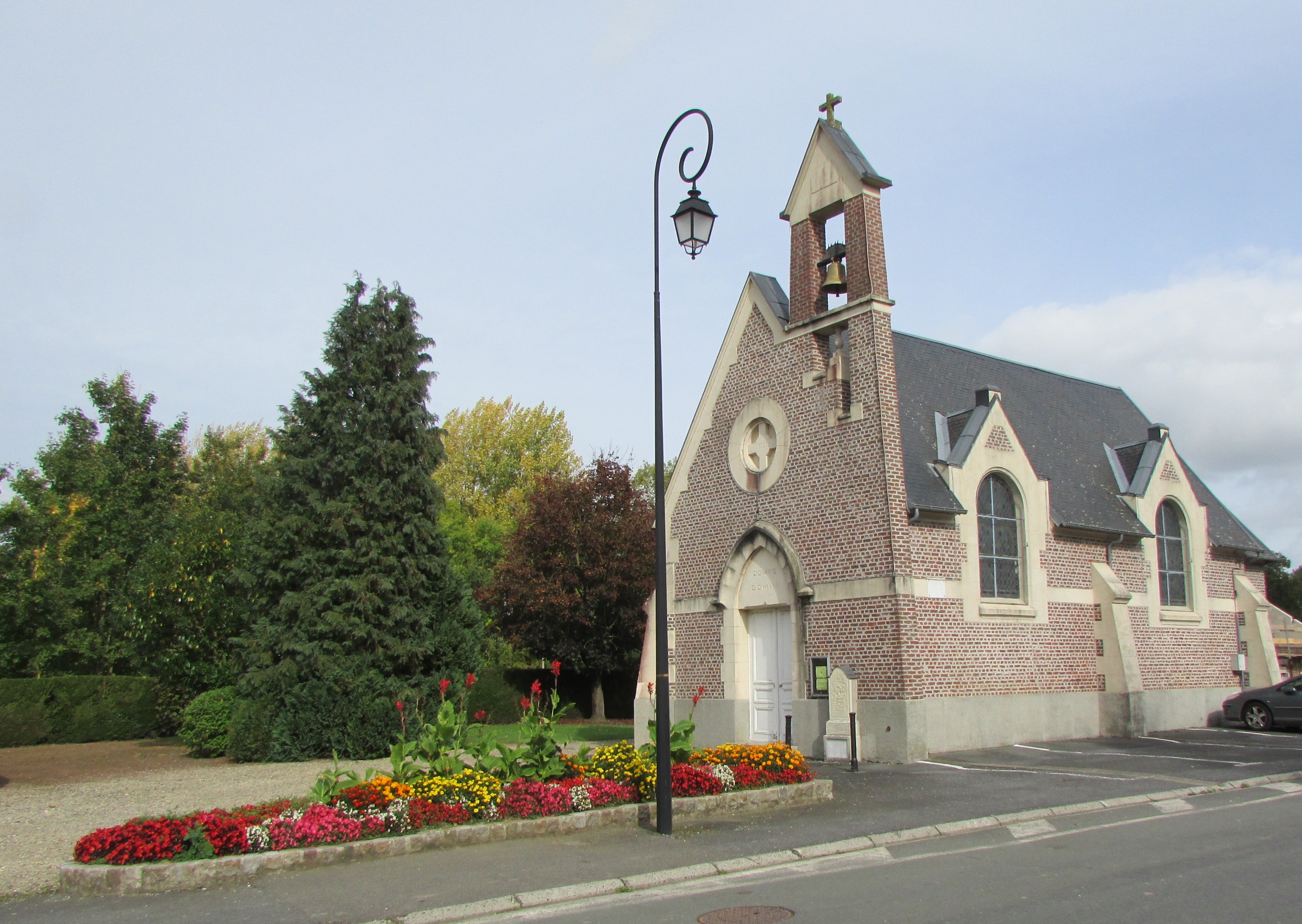
La place de l'Église.
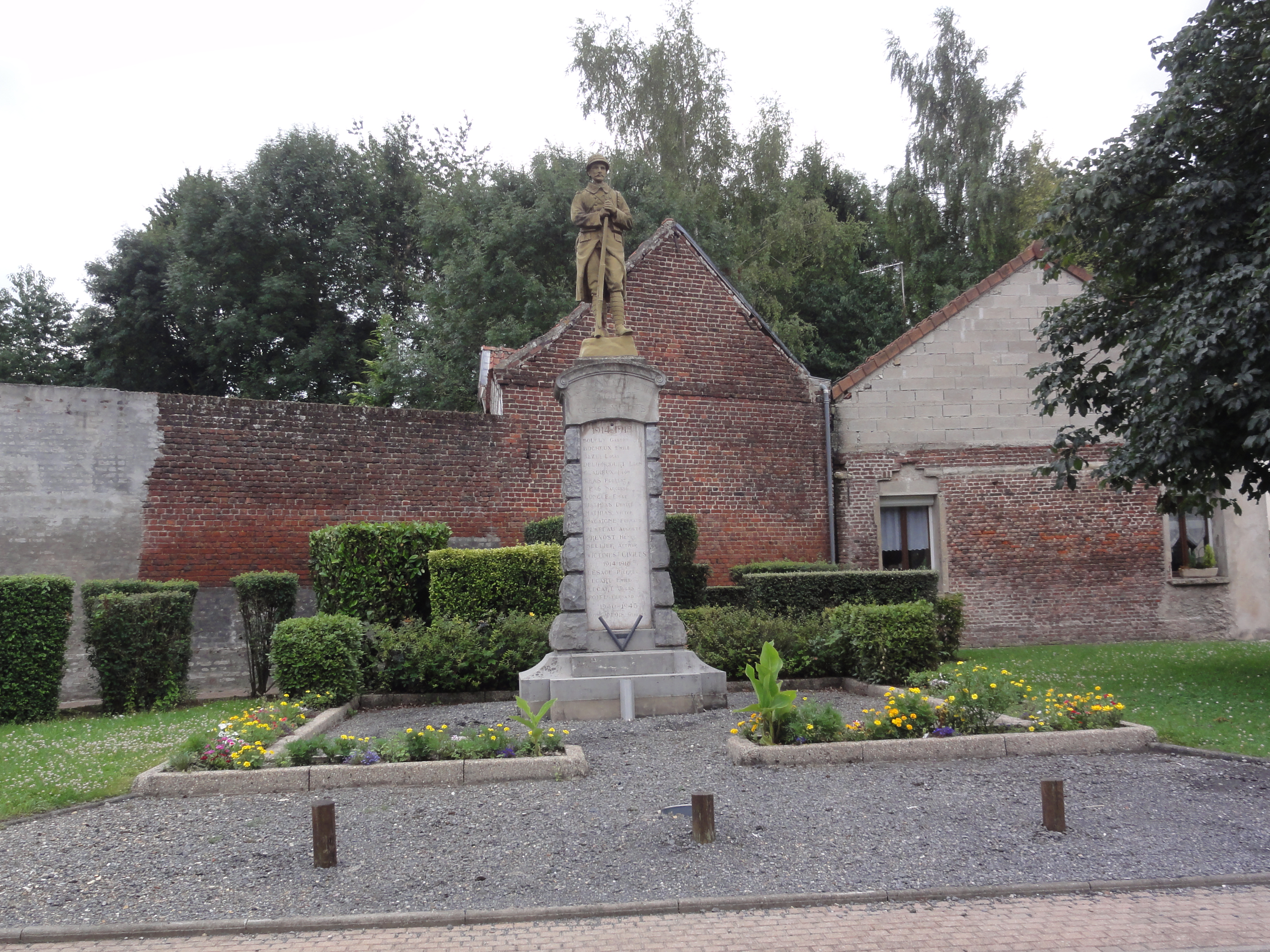
Monument aux morts.
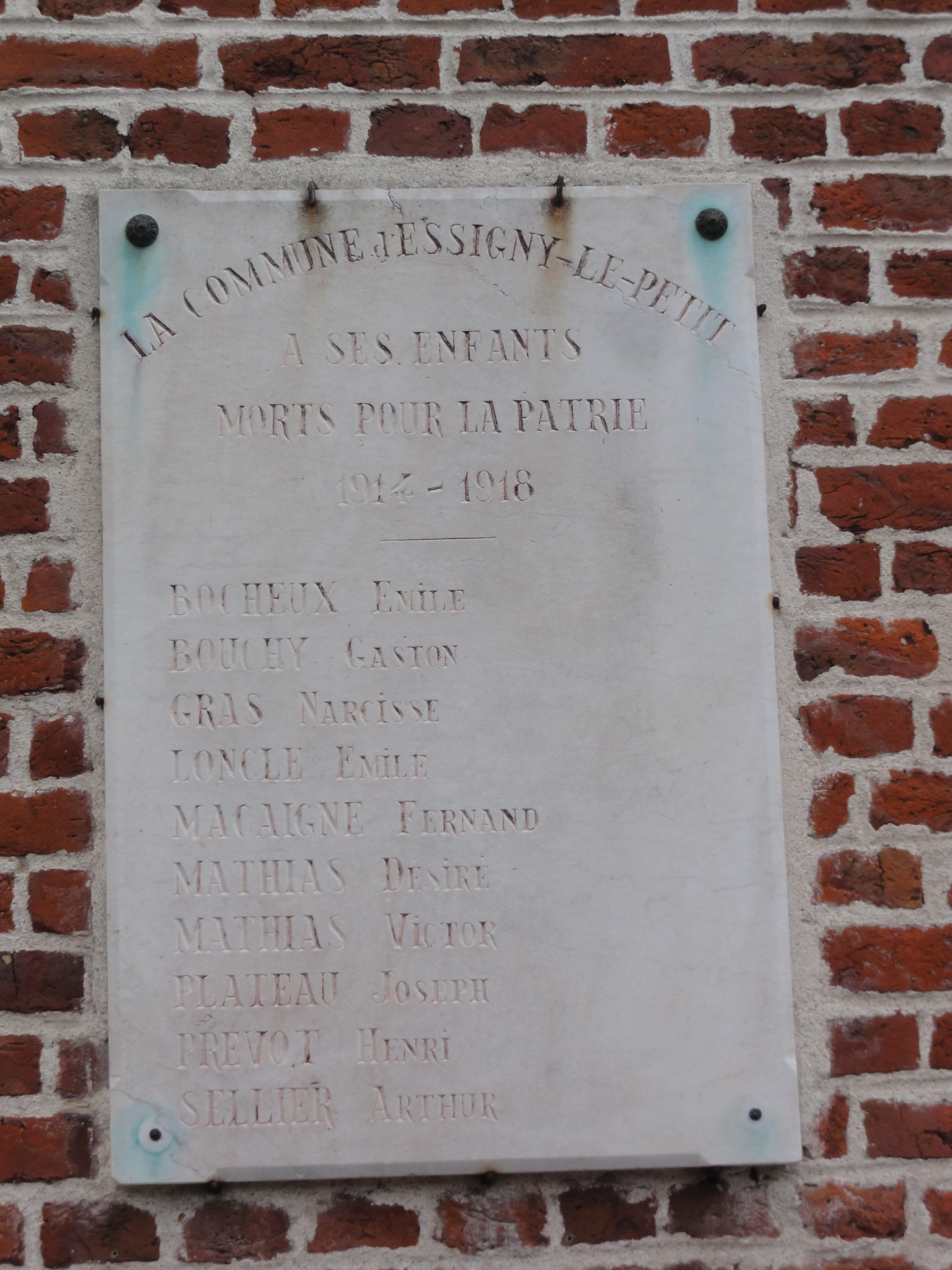
Plaque 1914-1918 sur la mairie.
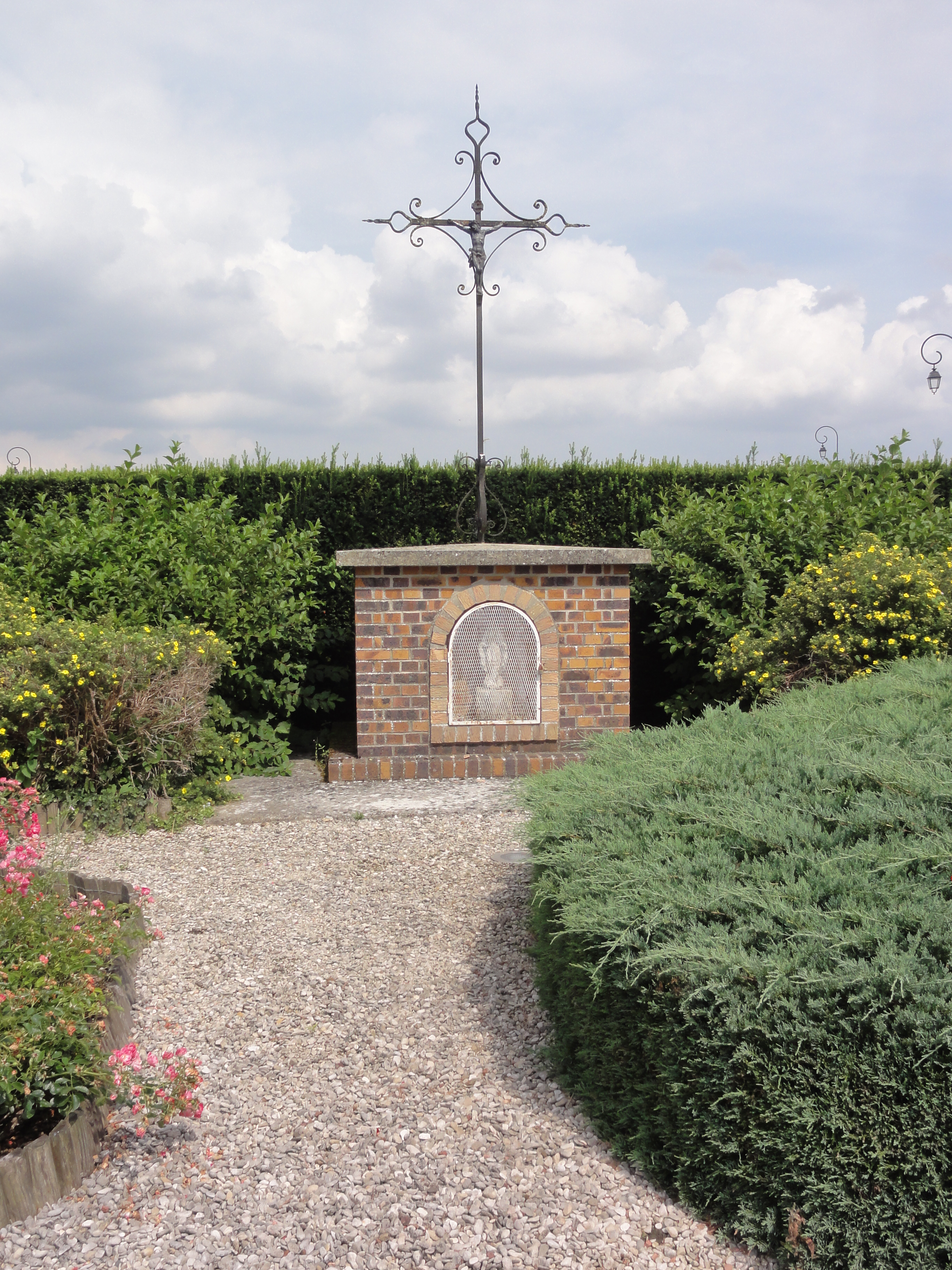
Oratoire-croix de chemin.

### Cartes postales anciennes

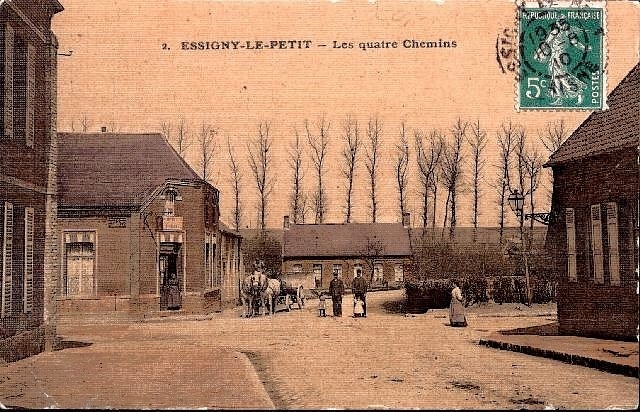
Le Carrefour "Les Quatre Chemins" en 1910.
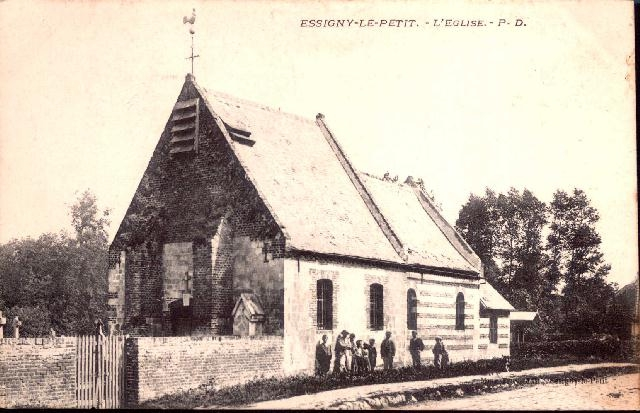
L'église vers 1910.
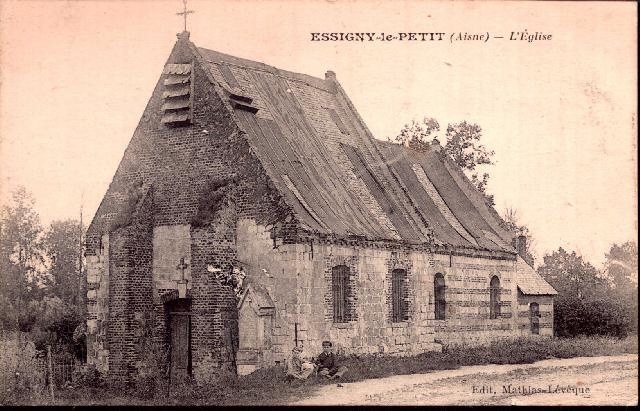
L'église à l'issue de la guerre 14-18.
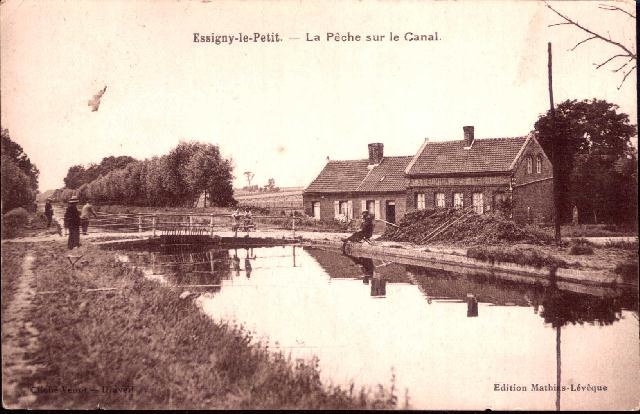
La Rigole du Noirieux.

### Héraldique
| Blason de Essigny-le-Petit | Blason  | D'azur à trois maillets d'argent en chef, senestrés d'une montgolfière de gueules et d'or, la nacelle de pourpre ; à la champagne de sinople* ondée d'une pièce convexe à dextre et d'une pièce concave à senestre, chargée d'une divise ondée de pourpre, elle-même chargée de trois poissons d'argent, le premier posé en bande, le second en fasce et le troisième versé en barre, et surmontée à dextre de deux gerbes de blé d'or. |
| Blason de Essigny-le-Petit | Détails | * Ces armes emploient le terme « cousu » dans le seul but de contrevenir à la règle de contrariété des couleurs : elles sont fautives. Blason adopté par la municipalité en 2010 |

## Pour approfondir